# Arboretum Norr
Arboretum Norr (šved. Arboretum Norr: sjeverni arboretum), arboretum u vili Baggböle na rijeci Umeu, oko 8 km zapadno od središta grada Umea u Švedskoj.
Arboretum Norr pokriva površinu od oko 20 hektara, s više od 1600 biljaka u oko 280 vrsta, zasađenih od 1981. Biljke su uglavnom iz skandinavskih zemalja. Cilj je vidjeti koje vrste mogu preživjeti u ekstremnim sjevernijim područjima, što bi imalo za posljedicu i veću raznolikost klimatski adaptiranoga grmlja i drveća u sjevernoj Skandinaviji.
Arboretum Norr nastao je 1975. putem suradnje Sveučilišta u Umeu, Švedskog sveučilišta poljoprivrednih znanosti u Umeu i Općine Umea. Arboretum vodi fondacija, a financira se doprinosom nekoliko općina, poduzeća i drugih institucija. O njemu brine Švedsko poljoprivredno sveučilište, odjel za sjeverne poljoprivredne znanosti u Umeu.